# 달팽이신경
달팽이 신경(cochlear nerve) 또는 와우신경(蝸牛神經)은 뇌신경 중 하나인 속귀신경을 이루는 두 신경 중 하나이다. 속귀신경을 구성하는 나머지 한 신경은 안뜰신경이다. 달팽이신경은 속귀의 달팽이관에서 청각 정보를 직접 뇌까지 운반한다. 한편 안뜰신경은 반고리관에서 공간 정보를 뇌로 운반한다.

## 추가 이미지

귀의 해부도
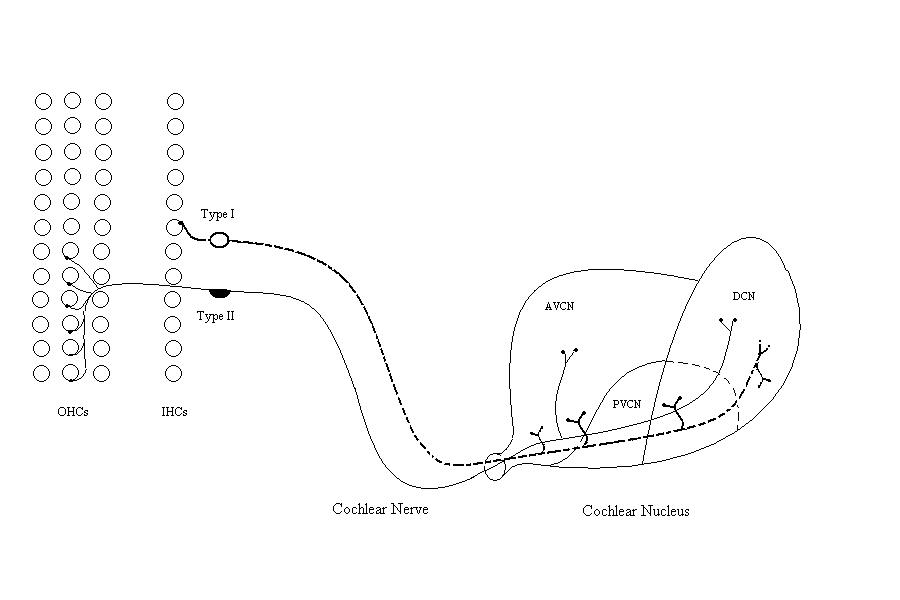
달팽이신경의 가지가 분포하는 달팽이핵
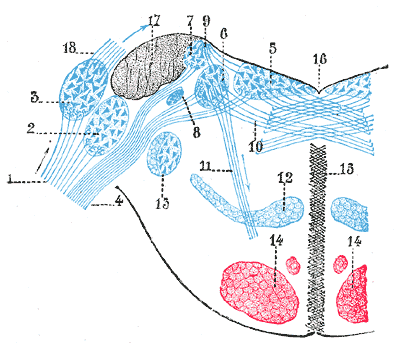
안뜰신경의 종말핵
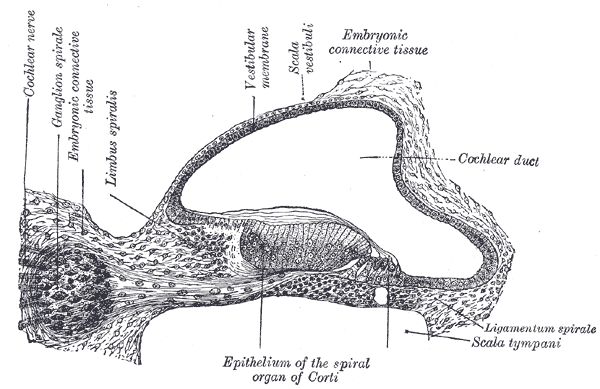
고양이 태아 달팽이관의 횡단면
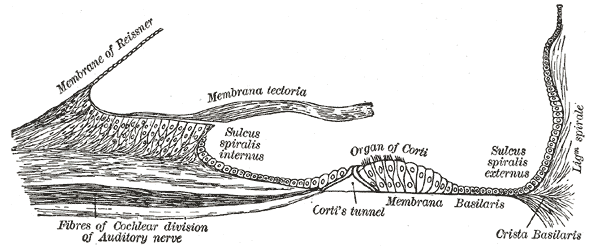
달팽이관 바닥
코르티기관